# ذا بلود أوف دون ووكر
ذا بلود أوف دون ووكر أو دَمُ سالِكِ الفَجْرِ (بالإنجليزية: The Blood of Dawnwalker)، هي لعبة فيديو من نوع أكشن تقمص الأدوار قادمة، من تطوير استوديو ريبيل وولفز البولندي ونشر بانداي نامكو إنترتينمنت. تدور أحداثها في العصور الوسطى بجنوب أوروبا، داخل مملكة خيالية ذات طابع قوطي تُعرف باسم «وادي سانجورا»، والتي تقع تحت سيطرة مصاصو الدماء. أُعلن عن اللعبة في يناير 2025، ومن المقرر إصدارها على أجهزة بلاي ستيشن 5، الحاسب الشخصي، إكس بوكس سيريس إكس/إس في عام 2026.

## القصة
تدور أحداث اللعبة في مملكة خيالية تُعرف بـ «وادي سانجورا» في العصور الوسطى، وهي منطقة جبلية مستوحاة من جبال الكاربات والفلكلور الأوروبي الشرقي. يعيش سكانها تحت حكم مصاصو الدماء الذين فرضوا نظامًا قمعيًا عُرف بـ «ضريبة الدم» واستعبدوا البشر.

### الحبكة
تدور القصة حول «كوين»، رجل أُصيب بتسمم الفضة ولعنة تحوّله إلى مصاص دماء، ويحاول إنقاذ عائلته خلال مهلة ثلاثين يومًا، بمساعدة شقيقته المريضة «لونكا». ويقف في مواجهته «برينسيس»، مصاص دماء عتيق وقوي استولى على الحكم وأغرق المملكة في الفوضى والظلام.

## التطوير
أُسِّس استوديو ريبيل وولفز في فبراير 2022 على يد كونراد توماشكيفيتش، مخرج لعبة ذا ويتشر 3: وايلد هانت ورئيس الإنتاج السابق لـ سايبر بانك 2077. يضم الفريق مطورين عملوا سابقًا على ذا ويتشر وسايبر بانك 2077، من بينهم المدير الإبداعي ماتيوش توماشكيفيتش، ومدير التصميم دانييل سادوسكي، والمدير السردي ياكوب شيماليك، والمدير الفني بارتومييه غافاو.
تعد اللعبة أول مشروع للاستوديو، ويُخطط أن تكون الجزء الأول في سلسلة تحمل الاسم نفسه، كلعبة فانتازيا مظلمة بمهام غير خطية تدور في العصور الوسطى الأوروبية، وتُطوَّر باستخدام محرك أنريل إنجن 5.